# Sinoón
Sinoón (en griego antiguo: Συννοῶν)  fue un escultor griego del siglo V a. C.

## Biografía
Escultor griego de Egina, que trabajaba el bronce, estuvo activo a principios siglo V a. C. Pausanias lo cita como alumno de Aristocles de Sición (fundador de la escuela de escultura de Sición, una de las más antiguas y escuelas de escultura más prestigiosas), el hermano del no menos famoso Canaco de Sición, en la sucesión de la escuela de escultura y como maestro de su hijo Ptólico de Egina.  No se conserva ninguna mención de sus obras.